# 马蒂诺·扎卡里亚
马蒂诺·扎卡里亚（Martino Zaccaria）是一位来自热那亚的贵族，活跃于拉丁希腊。他是1314-1329年间的希俄斯领主，还统治着另外几个爱琴海岛屿，另外还是亚该亚亲王国的韦利戈斯蒂-达马拉男爵、哈兰德里察男爵。他因在爱琴海与突厥人海盗战斗而成名，名义上的拉丁帝国皇帝菲利普二世授予他“小亚细亚的国王与专制君主”的头衔。1329年，拜占庭帝国派远征军终结了他在希俄斯岛的统治，他本人则被解往君士坦丁堡囚禁，直到1337年才被释放。 之后他返回意大利，被任命为热那亚共和国驻教廷大使，1343年，他奉命指挥一支教皇国军队参加进攻艾登王朝乌穆尔贝伊的士麦那十字军，经历了1344年10月攻打士麦那城的战斗，并于1345年1月17日与许多十字军将领一同被突厥人突袭杀死。

## 生平

### 成为希俄斯领主，与突厥人作战
马蒂诺·扎卡里亚出身热那亚共和国名门扎卡里亚家族，关于他父亲的身份，现代研究给出了两种不同的说法：可能是帕莱奥洛戈·扎卡里亚，也可能是尼科利诺·扎卡里亚（Nicolino Zaccaria）；由此，他应该是希俄斯岛、福西亚城领主贝内代托一世·扎卡里亚的孙子（按第一种说法）或侄子（按第二种说法）。1304年，贝内代托一世自拜占庭帝国手中夺取了希俄斯岛，理由是该岛易受突厥海盗的袭击，无能的拜占庭皇帝安德洛尼卡二世（1282-1328年在位）承认了他的占领，最初规定了10年的占领期限，后规定每5年续签一次租约。贝内代托于1307年去世，他的儿子帕莱奥洛戈·扎卡里亚继承了希俄斯岛，但又于1314年早逝，领地由马蒂诺和他的兄弟贝内代托二世·扎卡里亚共同继承。希俄斯岛虽小，但却是一块收入丰厚的领地，领主的年收入可达12万“高纯金币”（拜占庭金币）。此后几年中，马蒂诺向小亚细亚沿岸的小岛扩张，占领了萨摩斯岛、科斯岛等岛屿。
作为希俄斯的领主，马蒂诺与贝内代托在与14世纪初横行爱琴海的突厥海盗的战斗中表现出色。1304年，门泰谢贝伊国占领以弗所，热那亚则相对地占领了希俄斯岛，此后几年，海盗加大了劫掠爱琴海诸岛的力度。艾登贝伊国成为突厥诸国中海上力量最强的国家，他们的君主乌穆尔贝伊也骁勇善战，而扎卡里亚家族与罗得岛的医院骑士团则成为突厥海盗的两个主要拉丁对手。史料记载，扎卡里亚两兄弟维持着可以随时出战的几艘桨帆船、一千步兵与一百骑兵。1317年，艾登王朝自他们手中夺取了士麦那位于山上的上城，但没能占领靠海的下城，后者直到1329年才被乌穆尔贝伊率军夺取。1319年，马蒂诺·扎卡里亚率七艘战舰与医院骑士团舰队联合，在希俄斯岛完胜自以弗所出发的艾登王朝舰队。到马蒂诺在希俄斯的统治结束之前，据说他已经率军杀死或俘虏了超过一万名突厥人，突厥人还每年向他进贡，以求他不要攻击他们。同时代的拉丁人作家高度赞美他抵挡突厥海盗的努力，写道如果没有他，“无论男人、女人、猫、狗或任何活物都不可能留在附近的岛屿上（而不被掳走）”。马蒂诺还设法阻止由热那亚人经营的将奴隶运至亚历山大的贸易，因此得到了教皇若望二十二世的嘉奖，作为奖励，教皇授予他向埃及出口乳香的特权——这是教皇对马穆鲁克苏丹国贸易禁令的特别豁免，并提议让他来指挥爱琴海的拉丁人舰队。
后来他又通过购买与联姻成为亚该亚亲王国首屈一指的大封臣，进一步提升了自己的威望。1316年后不久，他自兰斯的艾蒙手中购买了哈兰德里察男爵领，不过1324年的一份文件表明，他只拥有这份领地的一半，另一半则属于皮埃特罗·达勒卡尔切里。后来马蒂诺又与前雅典公国的统治家族——德拉罗什家族的后人、韦利戈斯蒂-达马拉男爵领的女继承人雅克丽娜·德拉罗什结婚，并依据妻权扩大了自己的领地。马蒂诺的地位也得到了名义上的拉丁帝国皇帝菲利普二世的认可，后者于1325年授予他“小亚细亚的国王与专制君主”的头衔，并授予他希俄斯岛、萨摩斯岛、科斯岛、莱斯沃斯岛——根据《维泰博条约》，这些岛屿是拉丁帝国皇帝的私人领地；除此以外，还授予他伊卡里亚岛、特内多斯岛、伊努塞斯岛与马尔马拉岛。不过这些赏赐都是空头的，因为除了开头三个岛已被马蒂诺控制外，其他岛屿都被拜占庭帝国或突厥人控制。作为封赏的回报，马蒂诺承诺将在未来菲利普远征君士坦丁堡时出500骑兵帮助他，但后来菲利普的远征计划并未实现。

### 拜占庭帝国收复希俄斯岛

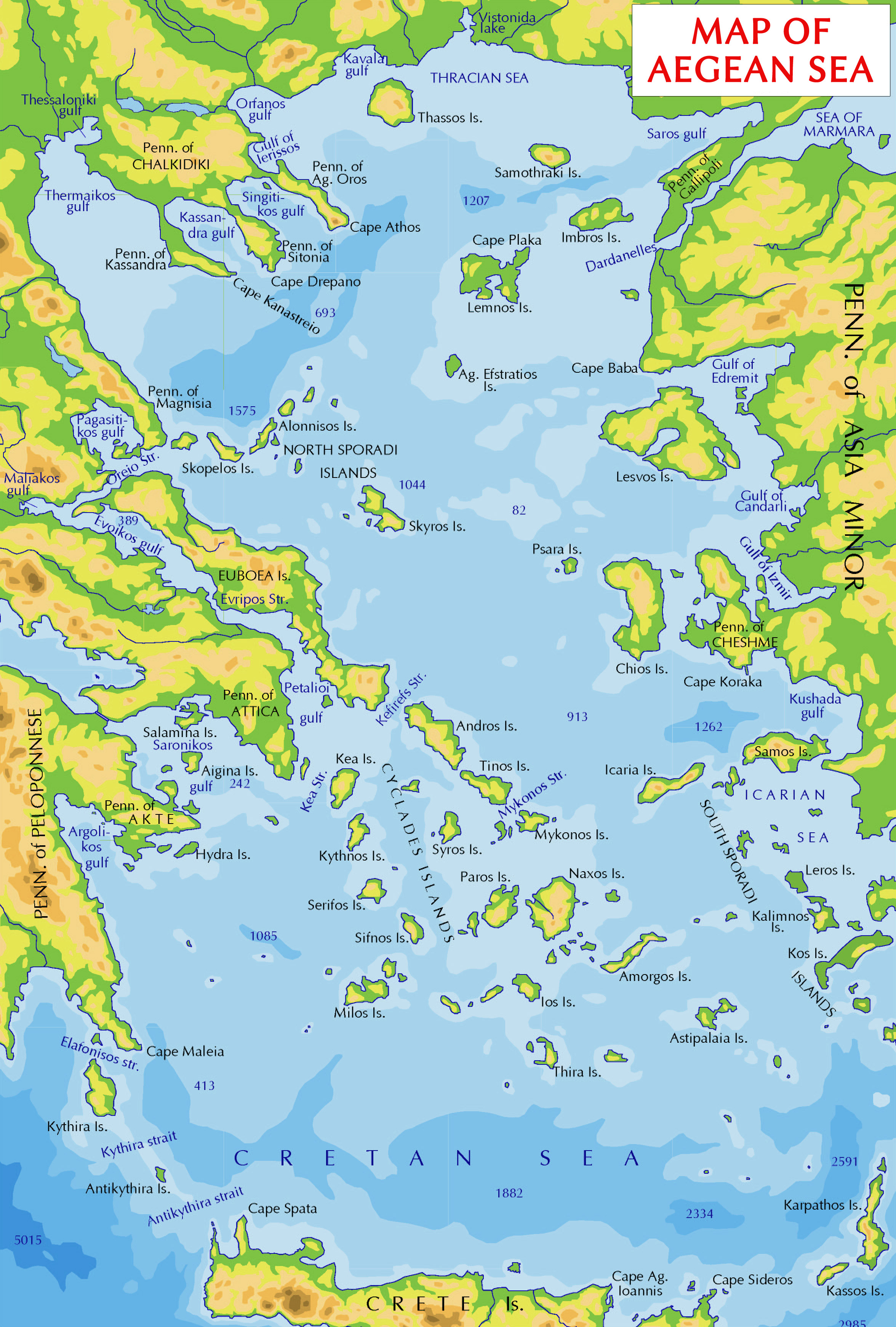
爱琴海地图

马蒂诺与拉丁帝国皇帝交往或许惹恼了拜占庭帝国宫廷，但之后几年中，双方的关系还没有破裂：1324年希俄斯岛的租约得以续签，马蒂诺还于1327年参加了拜占庭帝国与威尼斯共和国的联盟谈判。同一时期，马蒂诺也变得更加自信：约1325年，他废黜了自己的兄弟，与他共同统治希俄斯的贝内代托，并发行了有自己名字的货币。1328年，新任拜占庭皇帝——锐意进取的安德洛尼卡三世继位，成为双方关系的转折点。 希俄斯岛的希腊大贵族利奥·卡洛塞托斯前往君士坦丁堡，拜见了皇帝与他的首席大臣约翰·坎塔库泽诺斯，请求派军重新征服该岛，皇帝欣然同意，他给马蒂诺写信指责他擅自在岛上建造新堡垒，命令他停止建设，并于次年亲自到君士坦丁堡续签希俄斯岛的租约。马蒂诺不仅断然拒绝，还下令加快堡垒建设。之后，他被废黜的兄弟贝内代托又前往皇帝处申诉，宣称岛上收入的一半应归他所有，以此为借口，安德洛尼卡三世于1329年秋天派105艘舰船远征希俄斯岛，与马蒂诺同是拉丁人的纳克索斯公爵尼科洛一世·萨努多也派军支援拜占庭军。
拜占庭舰队抵达岛上后，安德洛尼卡三世提出可以让马蒂诺保留他的领地，作为交换，他要允许拜占庭帝国在岛上驻军，并每年向帝国纳贡。马蒂诺拒绝了提议，在港口凿沉了自己的三艘桨帆船，禁止岛上的希腊人携带武器，与800名士兵据守自己的堡垒，并降下原用的皇帝旗帜，升起自己的旗帜。但他的兄弟贝内代托献出自己的堡垒投降，降低了他的抵抗意志；他也看到当地居民欢迎拜占庭军的到来，于是很快就宣布投降。尽管岛民要求处死马蒂诺，皇帝还是饶了他一命，把他押回君士坦丁堡。马蒂诺的妻子与亲戚们被允许带着自己的动产离开，而大部分扎卡里亚家族的支持者选择留在岛上担任帝国的官员。贝内代托获准担任岛屿总督，但他固执地要求像之前一样把希俄斯岛划为他的私有领地，皇帝不愿让步，他只能退居热那亚的殖民地加拉塔，几年之后他尝试重夺希俄斯岛但是失败，不久之后去世。安德洛尼卡三世最终任命利奥·卡洛塞托斯为总督，之后率军前往福西亚，迫使该城承认他的宗主权。

### 后来的生涯、参加士麦那十字军
1337年，经教皇与法王腓力六世（1328-1350年在位）调解，马蒂诺得以获释，皇帝还送给他几座城堡与一定的军事指挥权以示补偿。之后他回到了自己的家乡热那亚，并被任命为共和国驻教廷大使。1343年9月，他受命指挥参加针对乌穆尔贝伊的十字军的教皇国舰队，从属于十字军总指挥、名义上的君士坦丁堡拉丁宗主教阿斯蒂的恩里克。考虑到马蒂诺的过去，教皇明确警告恩里克，不要让马蒂诺把十字军的目标转到希俄斯岛去，并授权让他可在必要的时候撤换马蒂诺。这次十字军取得了迅速而超出预想的成功：乌穆尔贝伊措手不及，十字军于1344年10月28日夺取士麦那下城，但上城（城堡）仍在突厥人手中，十字军的阵地仍然不安全。在威尼斯的帮助下，他们加固了下城的防御工事以抵御突厥人的反攻。贝伊使用牵引式投石机攻击下城，但十字军设法偷袭并摧毁了攻城器械，延缓了攻城进度。为了庆祝这一胜利，阿斯蒂的恩里克不顾众人反对，决定在位于双方阵地之间无人区的士麦那主教堂举行弥撒。结果1345年1月17日，突厥人果然在仪式进行中发动突袭。包括马蒂诺、恩里克在内的许多十字军将领当场被杀。

## 家庭

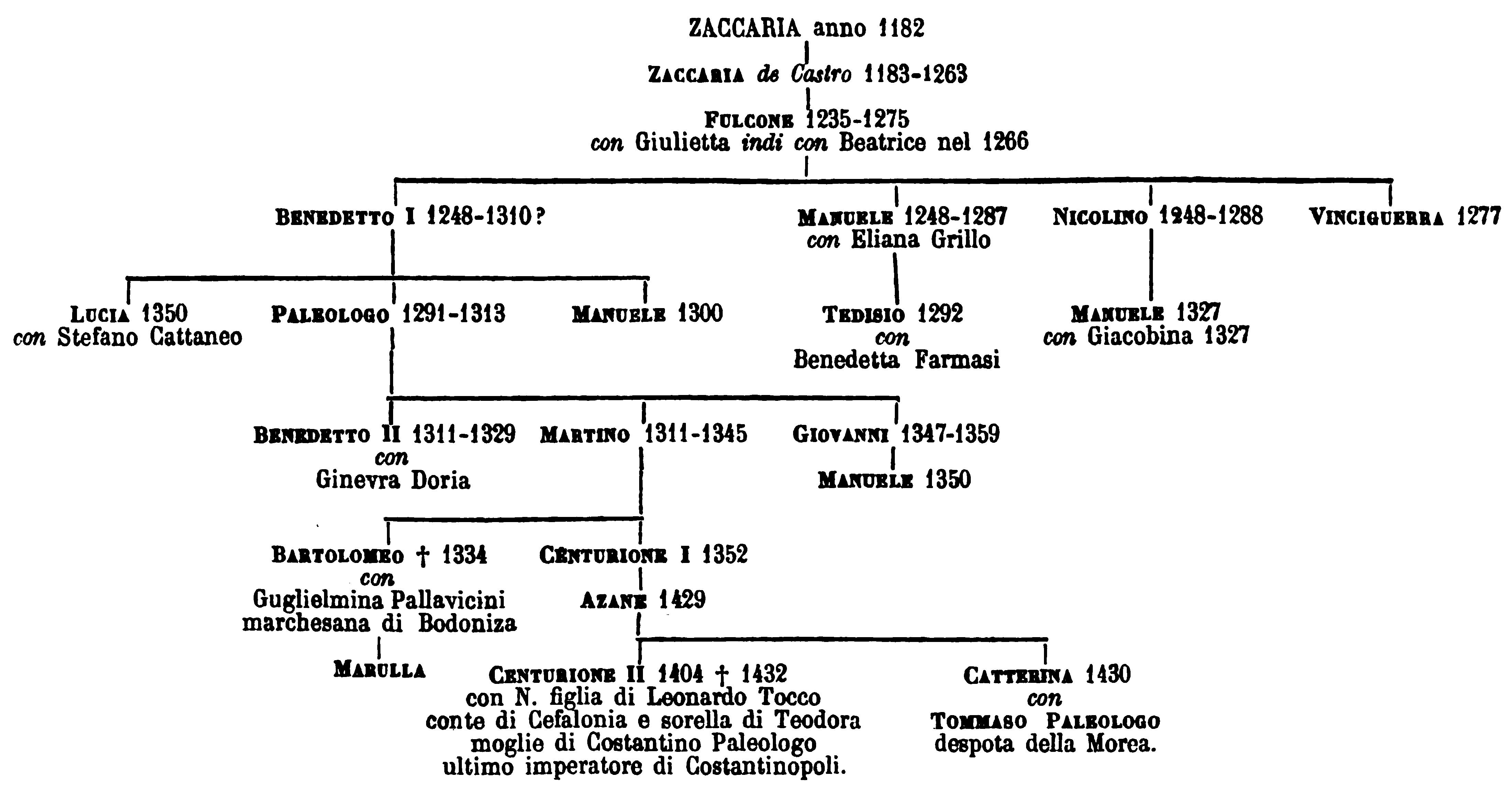
拉丁希腊的扎卡里亚家族支系家谱

马蒂诺可能是在1325年前的某个时间与雅克丽娜·德拉罗什结婚。卡尔·霍普夫早先关于他首先与米科诺斯岛、蒂诺斯岛领主吉奥尔吉一世·吉西的女继承人结婚的猜想已被后来的研究抛弃。
马蒂诺有两个婚生子：
- 巴尔托洛缪·扎卡里亚（英语：Bartolommeo Zaccaria）（1334年去世），依据妻权，成为波多尼察侯爵（英语：Marquisate of Bodonitsa）[13]。
- 琴图廖内一世·扎卡里亚（英语：Centurione  I Zaccaria）（1382年去世），作为唯一一个父亲死时在世的儿子，1345年，他继承了父亲在摩里亚的领地，其后代被称为家族的摩里亚分支，其女玛利亚二世（英语：Maria II Zaccaria）与其孙琴图廖内二世（英语：Centurione II Zaccaria）还成为了亚该亚亲王[24]。

## 脚注
1. ↑  Domenico Promis, "La Zecca di Scio durante il Dominio dei Genovesi", Torino, 1865, p 19
2. 1 2 3 4  Miller 1921，第289頁.
3. ↑  Nicol 1993，第113頁.
4. 1 2  Miller 1921，第287–289頁.
5. 1 2 3 4  Topping 1975，第120頁.
6. 1 2  Nicol 1993，第171–172頁.
7. ↑  İnalcık 1993，第312–315頁.
8. ↑  Nicol 1993，第142–144頁.
9. ↑  Nicol 1993，第143頁.
10. ↑  Luttrell 1975，第288頁.
11. ↑  Miller 1921，第289–290, 291頁.
12. ↑  Bon 1969，第195–196, 205, 235–236頁.
13. 1 2 3  Miller 1921，第290頁.
14. ↑  Nicol 1993，第171頁.
15. ↑  Miller 1921，第290–291頁.
16. 1 2  Miller 1921，第291頁.
17. 1 2  Trapp et al. 1978，6495. Zαχαρίας Μαρτῖνος.
18. ↑  Miller 1921，第292–294頁.
19. 1 2 3  Miller 1921，第293頁.
20. ↑  Setton 1976，第186, 191頁.
21. ↑  Setton 1976，第191–192頁.
22. ↑  Bon 1969，第236, 708頁.
23. ↑  Loenertz 1975，第107–108頁.
24. ↑  Bon 1969，第241, 708頁.